# فانیانو کاستلو
فانیانو کاستلو (به ایتالیایی: Fagnano Castello) یک کومونه در ایتالیا است که در استان کزنتزا واقع شده‌است.

## خصوصیات
فانیانو کاستلو ۲۹ کیلومترمربع مساحت و ۴٬۱۹۴ نفر جمعیت دارد.